# Paryksilkeabe
Paryksilkeabe (Saguinus oedipus), også kaldet hvidtoppet tamarin, er en lille vestabe i familien egernaber. Den lever i tropisk regnskov i Colombia i Sydamerika. Kropslængden er 20 cm, mens vægten er 360 gram. Ryggen og bagdelen er brun, mens underside, arme og top er hvid.
Arten er kritisk truet af udryddelse. Der menes kun at være 6.000 individer i naturen, heraf 2.000 yngledygtige. De har været anvendt til medicinske forsøg i 1960'erne og 1970'erne, hvor 20.000 - 30.000 dyr blev indfanget.